# Tata Sumo Grande
El Tata Sumo Grande es un SUV de tamaño mediano producido por el fabricante de automóviles indio Tata Motors de 2008 a 2016. En 2014 se cambió el nombre en Tata Movus.

## Sumo Grande (2008-2010)
El Sumo Grande (proyecto de código Phoenix durante la fase de desarrollo) es un SUV de tamaño mediano desarrollado por Tata Motors en la plataforma X2 de carrocería sobre bastidor revisada con parte de la parte trasera derivada del Sumo anterior de 1994. Al igual que el Xenon, el Sumo Grande fue diseñado por Concept Group International LTD en el Reino Unido. Originalmente, el automóvil estaba destinado a ser la segunda generación del Sumo, ubicándose más bajo en la gama Tata que el Safari , sin embargo, el viejo Sumo se mantuvo en producción debido al éxito de ventas en India debido a un precio de lista reducido y, en consecuencia, el Sumo Grande se reducirá. Admite el modelo anterior sin tener que reemplazarlo. Parte del desarrollo se confió a IAV India Private Ltd.
El cuerpo mide 4.421 mm de largo, un poco menos que el Sumo anterior. La cabina está disponible en configuraciones de siete y ocho plazas, y más tarde se introdujo la versión de nueve asientos. El chasis X2 utiliza la misma suspensión delantera de doble horquilla del Xenon. El motor debut es el Dicor VGT common rail diesel de 2.2 litros que entrega 120 caballos de fuerza, 20 caballos de fuerza menos que el Safari con el mismo motor. El coche se ofrece con tracción trasera. Solo, sin equipo de seguridad (ABS, ESP y airbags) para evitar la competencia interna con el Tata Safari. Estéticamente, el coche tiene una carrocería de cinco puertas, estilísticamente inspirada en el Sumo anterior pero más moderna. El interior es el mismo que el del Sumo original. La tercera fila de asientos tiene un banco de dos o tres asientos, mientras que en el antiguo Sumo los asientos eran asientos plegables individuales.

## Sumo Grande MK II (2010-2014)
El Sumo Grande MKII es un lavado de cara de la versión anterior con muchos detalles revisados, especialmente en la mecánica con suspensión trasera modificada para mayor comodidad. La dirección fue revisada debido a que la versión anterior había sido criticada por no ser muy directa. Recibió una nueva parrilla delantera e indicadores rediseñados. En el interior se pusieron nuevos paneles de madera sintética y nuevas telas para los paneles de las puertas. La versión de 9 plazas también hace su debut con dos asientos traseros abatibles.
En 2011, Tata dejó caer la placa de identificación "Sumo" y el vehículo se llamó simplemente "Tata Grande".

## Tata Movus (2014-2016)
En 2014, con el lavado de cara se abandona el nombre Sumo Grande en favor de Movus para evitar confusiones con la primera generación del Tata Sumo todavía en producción, pero las características del vehículo permanecen inalteradas. Los cambios se limitan a los acabados interiores y la gama de colores de la carrocería solo se redujo a blanco y plateado mientras el equipamiento se empobreció. Los parachoques ya no estaban pintados, sino de plástico en bruto, por lo que el precio de lista se redujo considerablemente. El motor sigue siendo el diésel Dicor de 2.2 litros de 120 caballos de fuerza. Sin embargo, las ventas fueron decepcionantes y en 2015, se anunció el final de la producción programado para 2016. No se propuso un sucesor directo, sin embargo, la primera generación de Sumo (originalmente lanzada en 1994) recolectó parte de la herencia y se actualizó constantemente.

## Especificaciones
| Especificación             | Valor                                                                |
| -------------------------- | -------------------------------------------------------------------- |
| Velocidad máxima           | 140 km/h (87 mph)                                                    |
| 0 a 100 km / h (62 mph)    | 17,6 s                                                               |
| Tipo de motor              | DICOR de 2.2L, ECU de 32 bits y turbocompresor de geometría variable |
| Desplazamiento             | 2179 cc                                                              |
| Poder                      | 120 PS (88 kW; 120 HP de fuerza)@4000 rpm                            |
| Esfuerzo de torsión        | 250 N·m (180 lb·ft)@1500 rpm                                         |
| Mecanismo de válvula       | DOHC                                                                 |
| Configuración del cilindro | 4 en línea                                                           |
| Tipo de combustible        | Diésel                                                               |
| Sistema de combustible     |                                                                      |
| Radio de giro mínimo       | 5.3 metros                                                           |
| Tamaño de la rueda         | 16 pulgadas                                                          |
| Llantas                    | 235/70 R 16 (sin cámara)                                             |
| Claridad del piso          | 205 mm/8.07 in                                                       |